# Blists Hill Victorian Town

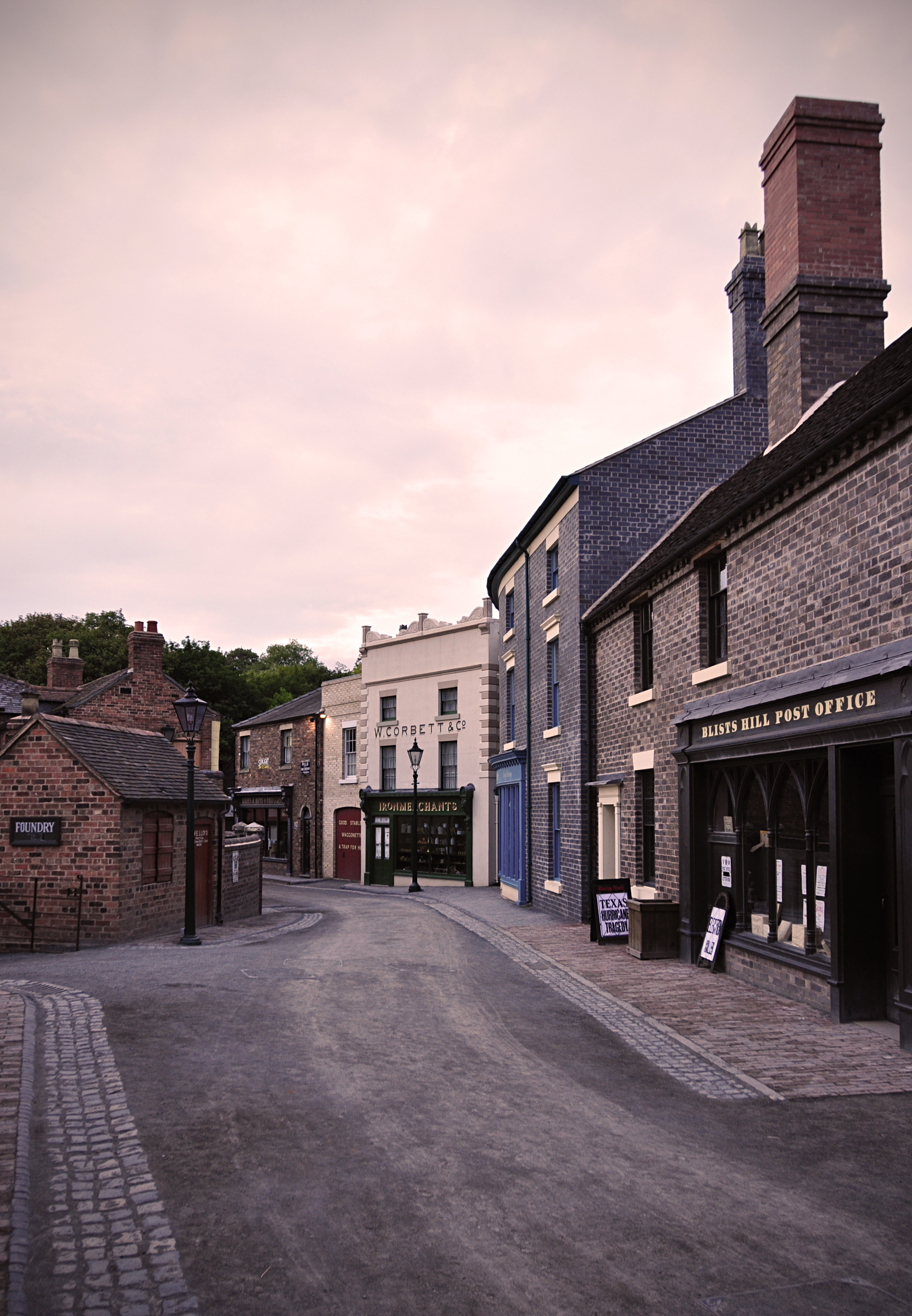
Friluftsmuseet i skymningen.

Blists Hill Victorian Town är ett friluftsmuseum som drivs av Ironbridge Gorge Museum Trust och som ingår i Ironbridges världsarv. Det ligger i ett gammalt industriområde i Madeley, Telford i östra Shropshire, England och skall visa hur en gruvstad såg ut omkring sekelskiftet 1900.